# Farwell (Nebraska)
Farwell es una villa ubicada en el condado de Howard en el estado estadounidense de Nebraska. En el Censo de 2010 tenía una población de 122 habitantes y una densidad poblacional de 272.28 personas por km².

## Geografía
Farwell se encuentra ubicada en las coordenadas 41°12′56″N 98°37′41″O / 41.21556, -98.62806. Según la Oficina del Censo de los Estados Unidos, Farwell tiene una superficie total de 0.45 km², de la cual 0.45 km² corresponden a tierra firme y (0%) 0 km² es agua.

## Demografía
Según el censo de 2010, había 122 personas residiendo en Farwell. La densidad de población era de 272.28 hab./km². De los 122 habitantes, Farwell estaba compuesto por el 98.36% blancos, el 0% eran afroamericanos, el 0% eran amerindios, el 0.82% eran asiáticos, el 0% eran isleños del Pacífico, el 0.82% eran de otras razas y el 0% pertenecían a dos o más razas. Del total de la población el 3.28% eran hispanos o latinos de cualquier raza.